# Labeo fuelleborni
Labeo fuelleborni là một loài cá vây tia thuộc họ Cyprinidae. 
Nó được tìm thấy ở Burundi và Tanzania. Môi trường sống của nó là các sông, hồ nước ngọt và các đồng bằng nội địa.